# Harim (Bibel)
Harim (hebräisch חָרִם ḥārim) war der Name mehrerer im Alten Testament erwähnter Personen.

## Priester zur Zeit Davids
In 1. Chronik 24, 8  wird berichtet, dass das dritte Los bei der Einteilung der Abteilungen der Priester auf die Sippe, deren Oberhaupt  Harim war, fiel. Damals wurden durch König David, unterstützte durch die Priester Zadok und Ahimelech, per Los für vierundzwanzig Abteilungen der Priester die Reihenfolge festgelegt in der sie nacheinander Dienst am Heiligtum tun sollten.

## Vorfahr von Priestern
In Esra 10, 21  werden vier Priester „von den Nachkommen Harims“ genannt, die mit fremden Frauen verheiratet waren.

## Vater Malkijas
In Nehemia 3, 11  wird ein Malkija, der Sohn Harims, als am Wiederaufbau der Stadtmauer Jerusalems beteiligter genannt.